# Tadeusz Radwan
Tadeusz Radwan (27 de junio de 1945-25 de octubre de 2003) fue un deportista polaco que compitió en luge. Ganó una medalla de bronce en el Campeonato Europeo de Luge de 1971, en la prueba doble.

## Palmarés internacional
| Campeonato Europeo | Campeonato Europeo | Campeonato Europeo | Campeonato Europeo |
| Año                | Lugar              | Medalla            | Prueba             |
| ------------------ | ------------------ | ------------------ | ------------------ |
| 1971               | Imst (Austria)     | Medalla de bronce  | Doble              |